# Iglesia de San Jorge (Riga)
La Iglesia de San Jorge(en letón: Svētā Jura baznīca) es el nombre que recibe un edificio que solía ser una Iglesia católica en Riga, capital del país europeo de Letonia. El edificio de la iglesia ahora alberga el Museo Nacional de Bellas Artes Decorativas y Diseño y está situado en la calle 10/12 Skarnu. 
La primera información que se considera relevante es del 1208 donde se hace referencia a la capilla de San Jorge del Castillo de los Hermanos Livonios de la Espada. La iglesia de San Jorge fue mencionada por Enrique de Livonia cuando describe el incendio de Riga de 1215. La iglesia constaba de tres secciones corazón, salón y porche y quizás con un campanario.
Ya en el siglo XVI la iglesia dejó de tener una función religiosa y fue reconvertida en granero, uso que se mantuvo hasta 1989. Desde el 6 de julio de 1989 el edificio alberga un museo.